# Daniela Castillo
Daniela Paz Castillo Vicuña (Santiago, 26 de setembro de 1984) é uma cantora chilena.
Alcançou popularidade após participar do programa de TV Rojo. Seu primeiro álbum atingiu o triplo disco de ouro e duplo de platina.